# Estación de O'Donnell
No debe confundirse con la estación de O'Donnell de Adif en el distrito madrileño de San Blas-Canillejas.
O'Donnell es una estación de la línea 6 del Metro de Madrid situada bajo la calle del Doctor Esquerdo a la altura de la Casa de la Moneda, próxima a la intersección con la calle de O'Donnell. Presta servicio a los barrios de Goya y Fuente del Berro (distrito Salamanca) y al barrio de Ibiza (distrito Retiro).

## Historia
La estación fue inaugurada el 11 de octubre de 1979 junto con el resto de estaciones del tramo Pacífico - Cuatro Caminos.
Desde el 30 de julio hasta el 9 de septiembre de 2022 el tramo Sainz de Baranda - Nuevos Ministerios de la línea 6 permaneció cortado por obras, por lo que esta estación permaneció cerrada. En su lugar, existió un servicio especial de autobús sin coste para el viajero y con parada en el entorno de las estaciones afectadas. Fue reformada habiéndose retirado el falso techo metálico por bóvedas para darle mayor luminosidad a la estación, imitando un estilo parecido a la estación Méndez Álvaro. Esto también se aplicó al resto de estaciones afectadas por las obras (excepto en la estación de República Argentina).

## Accesos
Vestíbulo O'Donnell
- O'Donnell C/ Doctor Esquerdo, 42 (semiesquina C/ O'Donnell). Para Hospital Gregorio Marañón, Maternidad y Hospital Santa Cristina
- Casa de la Moneda C/ Jorge Juan, 106. Para WiZink Center y Museo Casa de la Moneda
- Jorge Juan – Dr. Esquerdo, pares C/ Doctor Esquerdo, 34 (esquina C/ Jorge Juan, impares).
- Jorge Juan – Dr. Esquerdo, impares C/ Doctor Esquerdo, 49 (esquina C/ Jorge Juan)

## Líneas y conexiones

### Metro
| << cabecera | < estación       | línea | estación >     | cabecera >> |
| ----------- | ---------------- | ----- | -------------- | ----------- |
| Circular    | Sainz de Baranda |       | Manuel Becerra | Circular    |

### Autobuses
| Diurnos           |                                                |                                |
| Línea             | Destino                                        | Parada                         |
| 2                 | Reina Victoria                                 | 150 CASA DE LA MONEDA          |
| 30                | Pavones                                        | 150 CASA DE LA MONEDA          |
| 56                | Puente de Vallecas                             | 150 CASA DE LA MONEDA          |
| 71                | Puerta de Arganda                              | 150 CASA DE LA MONEDA          |
| 143               | Villa de Vallecas                              | 150 CASA DE LA MONEDA          |
| 156               | Legazpi                                        | 150 CASA DE LA MONEDA          |
| E4                | Valdebernardo                                  | 150 CASA DE LA MONEDA          |
| E5                | El Cañaveral                                   | 150 CASA DE LA MONEDA          |
| 2                 | Manuel Becerra                                 | 151 CASA DE LA MONEDA          |
| 30                | Felipe II                                      | 151 CASA DE LA MONEDA          |
| 56                | Diego de León                                  | 151 CASA DE LA MONEDA          |
| 71                | Manuel Becerra                                 | 151 CASA DE LA MONEDA          |
| 143               | Manuel Becerra                                 | 151 CASA DE LA MONEDA          |
| 156               | Manuel Becerra                                 | 151 CASA DE LA MONEDA          |
| 28                | Puerta de Alcalá                               | 152 DOCTOR ESQUERDO-O'DONNELL  |
| 28                | Barrio de Canillejas                           | 153 METRO O'DONNELL            |
| Exprés Aeropuerto | Aeropuerto T4                                  | 153 METRO O'DONNELL            |
| E2                | Las Rosas                                      | 153 METRO O'DONNELL            |
| E3                | Valderrivas                                    | 153 METRO O'DONNELL            |
| Exprés Aeropuerto | Estación de Atocha                             | 5620 METRO O'DONNELL           |
| E2                | Felipe II                                      | 5620 METRO O'DONNELL           |
| E3                | Felipe II                                      | 5620 METRO O'DONNELL           |
| E4                | Felipe II                                      | 5620 METRO O'DONNELL           |
| E5                | Manuel Becerra                                 | 5620 METRO O'DONNELL           |
| Nocturnos         |                                                |                                |
| Línea             | Destino                                        | Parada                         |
| NC1               | Circular 1 (> Atocha - Pza. España)            | 150 CASA DE LA MONEDA          |
| N6                | Cibeles                                        | 152 DOCTOR ESQUERDO-O'DONNELL  |
| Exprés Aeropuerto | Aeropuerto T4                                  | 153 METRO O'DONNELL            |
| N6                | El Cañaveral                                   | 153 METRO O'DONNELL            |
| Exprés Aeropuerto | Cibeles                                        | 5620 METRO O'DONNELL           |
| NC2               | Circular 2 (> Manuel Becerra - Cuatro Caminos) | 5822 DOCTOR ESQUERDO-O'DONNELL |